# リズ・チェイニー
エリザベス・リン・チェイニー（英語：Elizabeth Lynne Cheney, 1966年7月28日 - ）は、アメリカ合衆国・ウィスコンシン州出身の政治家、共和党員。愛称のリズ・チェイニーとも称される。
ディック・チェイニー副大統領と、セカンドレディのリン・チェイニーとの間の長女で、ジョージ・W・ブッシュ政権下で国務副次官補（近東担当）を務めたのち、2017年から2023年まで、ワイオミング州選出のアメリカ合衆国下院議員を3期務めた。2019年から2021年には、下院共和党で3番目に高い地位である共和党会議議長の役職にあった。
ネオコンの主導的な政治家の一人であり、他国への介入を避けるトランプ政権のモンロー主義的外交政策には批判的態度を取ってきた。共和党の指導者でありながら、トランプ大統領の弾劾決議に賛成票を投じたため、トランプ支持者や共和党右派によって批判を受けている。2021年5月には党内の内部対立が原因で党会議議長を解任された。

## 来歴・人物
1966年7月28日、リズはウィスコンシン州マディソンで、ディック・チェイニーとリン・チェイニーの長女として生まれた。出生当時、両親は共にウィスコンシン大学マディソン校に在学中であった。父はホワイトハウスで首席補佐官を務めた後、ワイオミング州選出の下院議員となり、最終的には国防長官と副大統領を務めた。リズが生まれた3年後に妹のメアリー・チェイニーが誕生。その後、父ディックの下院議員選挙のため一家はワイオミング州キャスパーに引っ越した。リズはキャスパーの小中学校に通いながら、父親の選挙活動にも参加した。1984年、リズは、チアリーダーを務めていたマクリーン高校を卒業した。1988年、母親の母校でもあるコロラド・カレッジで文学士号を取得し、卒業論文「The Evolution of Presidential War Powers（大統領の戦争権限の進化）」を執筆した。翌年から5年間米国国際開発庁で勤務し、その後、コンサルティング会社に就職した。1996年シカゴ大学ロースクールで法務博士（専門職）を取得して卒業すると、ホワイト・アンド・ケース法律事務所の弁護士や国際金融公社の国際法弁護士・コンサルタントとして活動した。
1993年、ワシントンD.C.の法律事務所Latham & Watkinsのパートナーであるフィリップ・ペリーと結婚した。ペリーとの間に5人の子を設けた。

## 国務省官僚として

### 国務副次官補（近東担当）
2002年、リズは国務副次官補（近東担当）に任命された。このポストは北アフリカと中東への投資促進を主な職務としていたが、当時1年以上の間空席だった。父ディックがジョージ・W・ブッシュ政権下の副大統領だったため、リズの任官は縁故主義によるものではという疑念も上がったが、国務省のリチャード・バウチャー報道官は、コリン・パウエル国務長官(当時)がリズを推薦したためだと述べている。
2年間の勤務を終え、2003年に離職。2004年大統領選挙でブッシュ大統領の副大統領候補であった父ディックの再選キャンペーンに参加した。選挙戦では、女性有権者をターゲットにした「W Stands for Women」という活動に参加した。
2005年2月14日、国務副次官補（近東担当）兼中東・北アフリカ広域構想調整官に任命された。 国務次官補（近東担当）であるデビッド・ウェルチのもと、中東・北アフリカにおける民主主義の促進と支援、教育と経済機会の拡大に向けた多国間の取り組みの調整を行い、中小企業に資金を提供するための「未来の基金」（1億ドル相当）と、報道の自由と民主主義を促進するための「未来の財団」（5500万ドル相当）という2つの半独立財団の立ち上げを監督した。
2004年、イラク暫定政権が発足し、翌年に憲法草案を作成した。チェイニーは基本的権利が保障されている点を評価し、同憲法草案の支持を表明した。
その後、2006年3月に設立された、国務省近東局内のイラン・シリア政策・作戦グループ（ISOG）の責任者も務めた。

### 国務省引退後
リズは2008年大統領選挙でフレッド・トンプソンへの支持を表明し、2007年6月、スペンサー・エイブラハム元上院議員とジョージ・アレン元上院議員と共に全米共同議長として署名した。トンプソンが選挙戦から脱落した後、チェイニーは2008年1月27日、ミット・ロムニーの大統領選挙キャンペーンのためにシニア外交政策アドバイザーとして働くことを発表した。
2009年10月、リズはウィリアム・クリストル、デボラ・バーリンゲームとともに非営利団体（501（c）（4）団体）「Keep America Safe」を立ち上げた。同団体は、「国家安全保障上の重要な問題について、関心のあるアメリカ人に情報を提供する」ことを目的に設立された。
2012年1月、リズはFOXニュースの寄稿者として採用された。「ハニティ」や「フォックス・ニュース・サンデー」などの番組にゲスト出演していた。リズが2014年にワイオミング州の上院議員に立候補する意向を表明したため、2013年7月にネットワークは彼女との契約を解除した。

## 上院議員選挙
2013年7月16日、リズは翌年のアメリカ上院議員選挙へ共和党から出馬することを表明した。一方、全米共和党上院委員会は現職のマイク・エンジ上院議員への支持を表明したほか、ワイオミング州選出のシンシア・ルミス下院議員やジョン・バラッソ上院議員もリズの立候補を批判し、エンジへの支持を表明した。
当初はリズの資金面での優位性が予測されていたが、リズが選挙直前の2012年秋にワイオミング州へ移住してきたため、カーペット・バガー(落下傘候補)ではないかという批判を受けた。その後リズは、チェイニー家が最初にワイオミング州に来たのは1852年で一家のルーツである点を強調し、批判を避けようとした。
また、リズは「私たちは、妨害主義者と呼ばれることを恐れてはいけない。オバマ大統領の政策やアジェンダを否定することは妨害ではなく、愛国心である。」と述べ、ワイオミング州で不人気だった民主党のバラク・オバマ大統領の批判を繰り返した。オバマが合衆国憲法修正第1条と第2条に対して「文字通り宣戦布告」したと指摘するとともに、環境保護庁の規制に直面しているワイオミング州の牧場主やエネルギー産業界の労働者の利益にも言及した。
さらに、リズは伝統的な価値観を支持すると述べて同性婚への不支持を表明した。しかし、妹のメアリーはレズビアンであることを以前から公表しており、2012年に同性パートナーであるヘザー・ポーと結婚したばかりであった。メアリーとポーのカップルは姉リズの発言を強く批判し、姉妹関係の悪化が鮮明になった。その後、メアリーは姉の立候補の不支持を表明した。
そもそも現職議員に同じ共和党の候補が対抗すること自体が異例だった上、落下傘候補であるとの批判や、同性婚への反対で実妹との関係が悪化するスキャンダル、タカ派的な外交政策への支持など様々な要因が絡み、リズへの支持は大きく伸び悩んだ。結局2014年1月6日、上院議員選挙からの撤退を発表した。

## アメリカ下院議員

### 選挙

#### 2016年

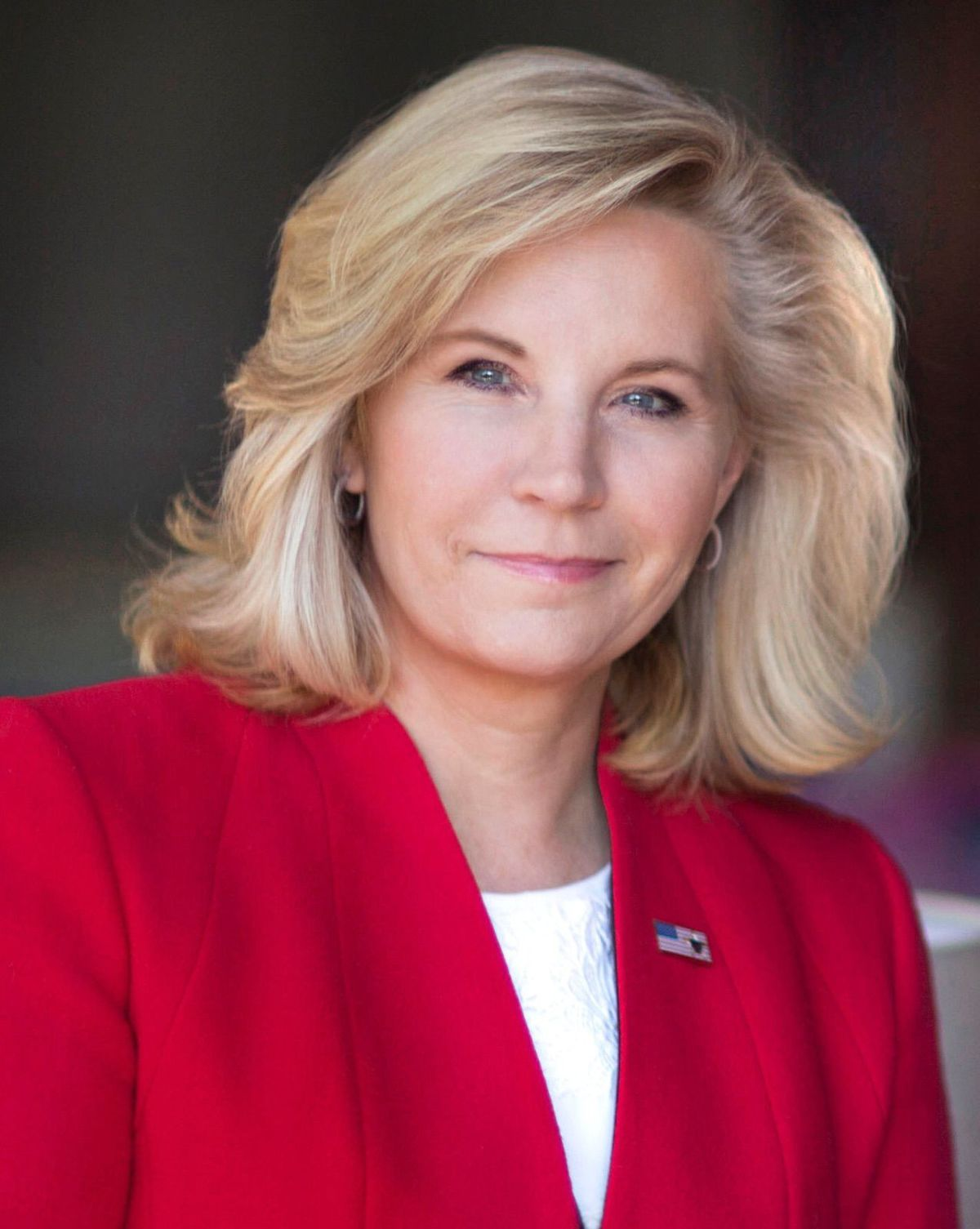
リズ・チェイニー（2016年）

現職のシンシア・ルミス下院議員が2015年秋に引退を表明すると、リズは2016年下院議員選挙への出馬を検討していることを発表した。2016年2月1日、ワイオミング州選挙区から下院議員に立候補することを正式に表明した。リズは同選挙の有力候補であり、「キャスパー・スター・トリビューン」紙と「ワイオミング　PBS」が行った世論調査では、共和党予備選でリズがリードしていることが報じられた。その後、リズは共和党予備選を得票率39.78%で勝ち上がり、本戦では得票率62.03%で当選を果たした。

#### 2018年
11月6日に行われた総選挙で、リズは127951票を獲得し、民主党のグレッグ・ハンター（59898票）、リバタリアン党のリチャード・ブルベイカー（6918票）、立憲党のダニエル・クライド・カミングス（6069票）を破り、下院議員に再選された。チェイニーはアルバニー郡とティトン郡を除く21郡で勝利し、安定した地盤を見せつけた。
11月14日、リズは第116議会の下院共和党会議議長に選出された。同職はケビン・マッカーシー少数党院内総務、スティーブ・スカリース少数党院内幹事（whip）に次ぐ共和党員第3位の地位であり、共和党の女性議員としては当時最高位の地位にあった。

#### 2020年
リズは共和党の予備選でブレイク・スタンレーを73%の得票率で破り、総選挙では民主党のリネット・グレイ・ブル（Lynnette Grey Bull）を69%の得票率で破った。

#### 2022年
2022年8月16日に実施された共和党予備選ではトランプ前大統領の支持を受ける旧知の仲だったハリエット・ヘイグマンとの一騎打ちとなった。トランプを追及する姿勢を評価し、予備選で当選させるためわざわざ登録を共和党に変更してリズに投票した民主党員も存在したがヘイグマンが終始一貫してリードし、投開票の結果リズは敗北し4選を阻まれた。しかしリズはなお2024年の大統領選挙への立候補を示唆するトランプに対する批判を継続している。2024年9月4日には、同年11月の大統領選で共和党候補のトランプではなく民主党候補のカマラ・ハリスに投票する意向を明らかにした。自分だけでなく父のディックもハリスを支持すると語った。

### 政策・発言
2017年1月10日、リズはコリン・C・ピーターソン(D-MN)とショーン・ダフィー(R-WI)と共同で、絶滅危惧種法に基づくハイイロオオカミの保護を廃止する法案を提出したが、立法には至らなかった。

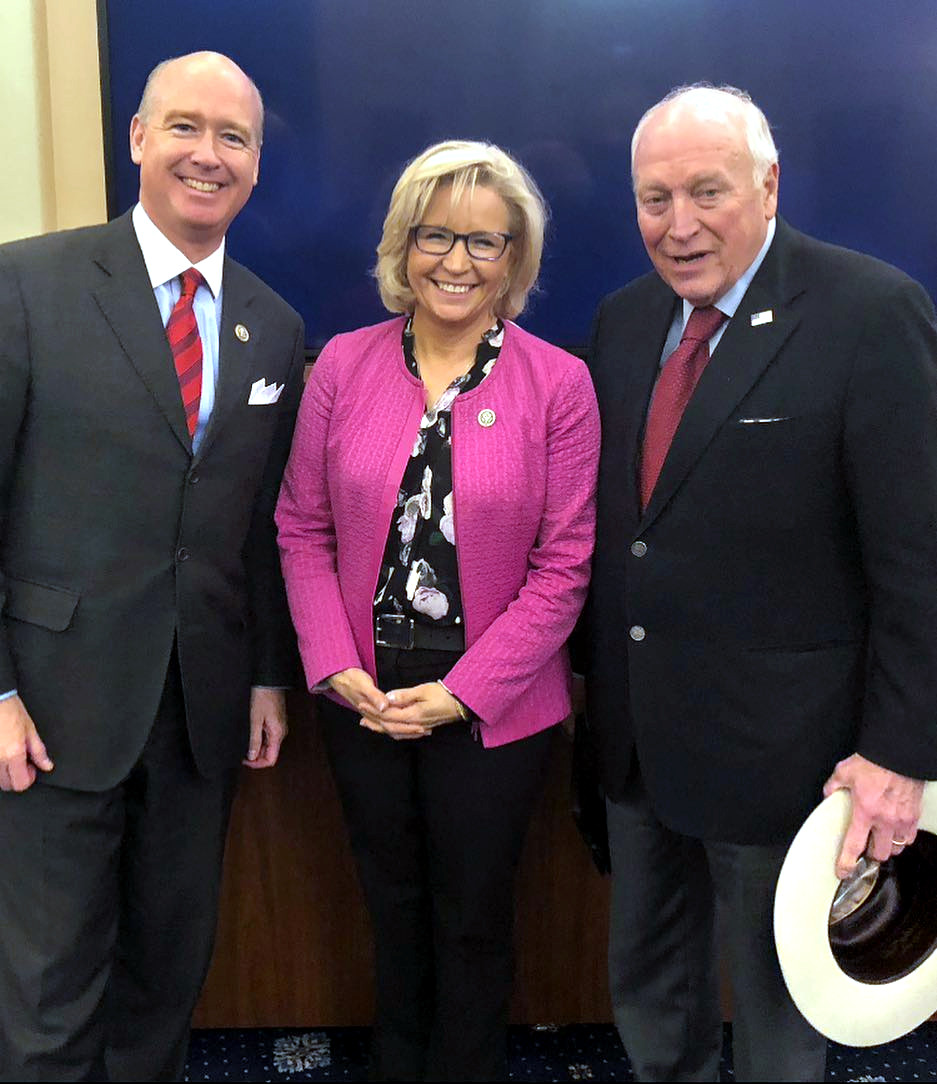
リズ・チェイニー、ディック・チェイニー、ロバート・アダーホルト（2018年11月）

2019年6月、アレクサンドリア・オカシオ・コルテス下院議員はインスタグラムライブでメキシコとアメリカの国境にある不法移民の収容所をナチスドイツの強制収容所と比較する発言を行った。リズは、コルテスの発言がホロコーストの犠牲者を軽視しているものだと猛烈に批判した。
2018年9月、先住民族クロウ族と環境保護団体は、グレーターイエローストーン生態系のグリズリーを絶滅危惧種法の対象に戻すための訴訟（Crow Tribe et al v. Zinke）に勝訴した。2019年8月に開催された下院共和党会議で議長を務めたリズは、同訴訟について「科学や事実に基づくものではなく」、原告の「西部の生活様式を破壊しようとする意図」に動機づけられていると述べた。これを受け、部族国家や環境保護主義者たちは、トロフィー・ハンティング、家畜や伐採の利益、ガス・石炭・石油の採掘産業に対する懸念を表明した。
2019年10月、トランプ大統領はシリア北東部から米軍を撤退させることを決定した。トルコとシリアのクルド人地域の間の緩衝材として機能していた米軍が撤退したため、トルコ軍は国境線を越えシリアのクルド人地域へ侵攻した（シリア侵攻）。リズはトルコの侵攻を非難し、「アメリカは、ISISと地上で戦い、アメリカの国土を守るのに貢献した同盟国クルド人を見捨てようとしている。この決定は、アメリカの敵対者であるロシア、イラン、トルコを助け、ISISの復活への道を開くものだ」と述べた。トルコの行動について、民主党がトランプへの弾劾調査を開始したため、シリア侵攻が起こったと非難したが、ナンシー・ペロシ下院議長のスポークスマンは、米大統領弾劾手続きが侵攻に与える影響についてのチェイニーの主張を「妄想」と呼んで否定した。
2020年、リズはパレスチナ領ヨルダン川西岸地区の一部を併合するというイスラエルの計画に対する支持を表明した。イスラエルのベンヤミン・ネタニヤフ首相に宛てた書簡に署名し、「アメリカとイスラエルの揺るぎない同盟関係」を再確認した。
2020年9月、チェイニーは司法省に対し、NRDC、Sea Change、Sierra Clubなどの環境保護団体を調査するよう要請した。リズはこれらの環境保護団体がしばしばロシアや中国などの外国勢力と同じ意見を唱えていることから、アメリカの環境・エネルギー政策に影響を与えようとしているのではないかとの疑念を述べている。

#### ドナルド・トランプの2回目の弾劾
2021年1月12日、ジョー・バイデン次期大統領の認証手続き中に連邦議会議事堂が襲撃された。トランプが暴動を扇動したのにもかかわらず、暴動を止めるために何の行動も取らなかったことを批判した。リズは当時下院の共和党員の中で第3位の地位にあったが、「アメリカの大統領がその職責と宣誓に対してこれほど大きな裏切りをしたことはない」と述べ、民主党が提出したトランプ大統領の弾劾への支持を表明した。1月13日には、リズ以外に9人の共和党議員も弾劾への支持を表明。一方で極右の下院議員ジム・ジョーダンは、彼女を共和党の指導者から外すよう要求した。
1月30日、ジョージ・W・ブッシュ元大統領のスポークスマンによれば、ブッシュ元大統領はリズの行動への支持を表明し。その数日後には上院少数党院内総務であるミッチ・マコーネルは、「リズ・チェイニーは、深い信念とそれに基づいて行動する勇気を持ったリーダーである。彼女は我々の党と国家の重要なリーダーである。彼女の貢献に感謝するとともに、今後もわが国が直面する重要な問題について彼女と協力していくことを楽しみにしている。」と述べ、リズの行動を評価・擁護した。
トランプ支持者はリズがトランプの弾劾に賛成票を入れたことを非難し、2021年2月3日、下院共和党会議は、リズを議長の地位から外すかどうか、非公開の秘密投票を行った。その結果、145対61で続投が決定した。 2月6日、ワイオミング州共和党はリズを非難する決議を可決した。これに対しリズは、「弾劾への投票は、憲法に誓った誓いによって強いられたものである。ワイオミングの市民は、この誓いが政治や党派性に屈したり、降伏したりしないことを知っている。私は常にワイオミングの価値観のために戦い、西部の生活様式を守るために立ち上がる。」と述べた。 リズはワイオミング州共和党からの離党すべきとの要求を拒否し、連邦議会議事堂襲撃事件は、ANTIFAとブラック・ライブズ・マターが扇動したものであるとのワイオミング州の一部共和党員の主張が誤っていることを指摘した。
チェイニーは、暴力を誘発したトランプの犯罪捜査の可能性を提起し、複数回にわたり、トランプが 「今後の我が党のリーダーとしての役割を持っていない 」と発言している。
2021年3月には、ポール・ライアン元共和党議長がリズへの支持を表明。5月5日、チェイニーはトランプに対する個人崇拝をやめるよう主張し、改めてトランプ路線の踏襲を批判した。5月12日に議長を解任され、後任に親トランプ派のエリス・ステファニクが選出された。
2022年2月4日、共和党全国委員会は、民主党が主導する連邦議会襲撃事件を調査する下院の特別委員会に名を連ねる、チェイニーとアダム・キンジンガーの党所属議員2人を公式に譴責する決議を採択した。

### 所属委員会
- アメリカ合衆国下院軍事委員会
  - 人事小委員会
  - 戦略部隊小委員会
- アメリカ合衆国下院天然資源委員会
  - エネルギー・鉱物資源小委員会

### 所属議員連盟
- 共和党調査委員会（英語版）[72]
- 議会西部議員連盟（英語版）[73]

## 議員退任後
2022年の中間選挙では再任を目指したが、トランプの支援を受けた候補に大敗を喫した。一時は2024年アメリカ合衆国大統領選挙への出馬も取り沙汰されたが出馬はせず、大統領選の終盤には民主党候補のカマラ・ハリスへの支持を表明するにとどまった。

## 評価・批判
- 父ディックと共に一貫した保守主義を持っていることから「共和党の王族」と評されてきた[76][77]。
- 『ナショナル・インタレスト』誌はリズを「ネオコン(新保守主義)の王位継承者」と評した[78]。
- オンライン雑誌『サロン』は、リズは「大保守派(arch-conservative)」だが、「MAGA派からはRINO（名前だけの共和党員）」と言われている。[79]
- ヒューマンコミュニケーション学者のバッド・グッドオールはチェイニーを「陰謀宣伝家」と呼んでいる[80]。リズはバラク・オバマの国籍陰謀論の支持者を擁護してきた[81][82]。2009年、リズは極右・反イスラムのセキュリティポリシーセンター（CSP）が主催する夕食会で基調講演を行っている。同団体の創設者フランク・ガフニー・ジュニアはオバマがイスラム教徒であるとの陰謀論を唱えていることで知られている[83][84]。

## 作品リスト
- リズ・チェイニー、ディック・チェイニー (2015). Exceptional: Why the World Needs a Powerful America. Simon & Schuster. ISBN 978-1-5011-1541-7
- リズ・チェイニー、ディック・チェイニー (2011). In My Time: A Personal and Political Memoir. Threshold Editions. ISBN 978-1-4391-7619-1